# Понизовье (Калужская область)
Понизовье — деревня в Спас-Деменском районе Калужской области России. Административный центр сельского поселения «Деревня Понизовье». Население - 104 человека (2010).

## География
Находится на южных склонах Смоленской возвышенности, по берегам реки Болва (бассейн Десны), при автодороге 29Н-393, связанной с федеральной трассой «А-130» .

### Уличная сеть
Деревня состоит из 6 улиц: Зелёная, Молодёжная, Центральная, Приозёрная, Школьная, Черёмушки.

### Географическое положение
Располагается в 15 км от Спас-Деменска, 246 км от Калуги, 418 км от Москвы.

## Население
| 2002 | 2007 | 2010 |
| ---- | ---- | ---- |
| 126  | ↗132 | ↘104 |

2010 год — 104 жителя.
2013 год — 94 жителя.

## Инфраструктура
Основа экономики — сельское хозяйство, которым главным образом занимаются фермерские предприятия, образованные из КСП «Понизовское».
В деревне расположен фельдшерско-акушерский пункт (ФАП), сельский клуб, требующий ремонта, библиотека, детская спортивная площадка.

## Достопримечательности
В центре деревни расположен Обелиск павшим воинам с перечнем имён павших.
В деревне расположен памятник природы регионального значения «Парк с. Понизовье» — старинная усадьба площадью 9.5 га. Парк был заложен в третьей четверти XVIII века, на берегу реки Болвы помещиком В. А. Зыковым.

## Транспорт
Деревня доступна по автодороге межмуниципального значения "«А-130 „Москва — Малоярославец — Рославль“ — Стайки» — Понизовье". Остановка общественного транспорта «Понизовье».